# Motiejus Krivas
Motiejus Krivas (Šiauliai, 1º dicembre 2004) è un cestista lituano.

## Carriera

### Nazionale
Nel 2023 ha disputato, con la Lituania under 20, gli Europei di categoria.

## Palmarès
- Campionato lituano: 1

Žalgiris Kaunas: 2022-2023
- Coppa di Lituania: 1

Žalgiris Kaunas: 2022-2023